# 贝格基兴
贝格基兴是德国巴伐利亚州的一个市镇。总面积59.97平方公里，总人口7273人，其中男性3649人，女性3624人（2011年12月31日），人口密度121人/平方公里。